# Jacob Rees-Mogg
Jacob William Rees-Mogg (ur. 24 maja 1969 w Londynie) – brytyjski polityk, członek Partii Konserwatywnej.

## Życiorys
Urodzony 24 maja 1969 r. w Hammersmith, wychowywał się w Ston Easton i Hinton Blewett. Jego ojciec William był zawodowo związany z redakcją gazety The Times, on też zapisał syna do szkoły Eton. Rees-Mogg studiował na Uniwersytecie w Oksfordzie. Zawodowo związany z branżą funduszy emerytalnych, z czasem otworzył własną firmę działającą w tej dziedzinie – Somerset Capital Management.
W 1997 i 2001 r. bez powodzenia ubiegał się o mandat poselski. W 2010 r. wybrany posłem w okręgu North East Somerset, pięć lat później i w 2017 r. uzyskał reelekcję. Po podjęciu przez Wielką Brytanię negocjacji w sprawie wystąpienia z Unii Europejskiej stanął na czele parlamentarnej grupy lobbującej na rzecz jak najszybszego wyjścia z UE, a po ogłoszeniu przez rząd Theresy May projektu umowy o wystąpieniu z Unii zażądał w imieniu grupy kilkunastu posłów Partii Konserwatywnej ustąpienia premier May ze stanowiska szefowej partii ze względu na niesatysfakcjonujące ich zapisy tego projektu.
24 lipca 2019 roku został powołany na przewodniczącego Izby Gmin.  W 2024 roku nie uzyskał reelekcji w wyborach do Izby Gmin.
Od 2007 r. żonaty z Heleną Anne Beatrix Wentworth Fitzwilliam de Chair, para ma sześcioro dzieci.

## Poglądy
Jest praktykującym katolikiem. Uważa, że życie zaczyna się w momencie poczęcia i dlatego jest „całkowicie przeciwny aborcji”, także w wypadku gwałtu. Jest przeciwnikiem małżeństw osób tej samej płci. Określa siebie jako eurosceptyk.